# Междуконтинентална балистична ракета
Междуконтинентална балистична ракета (съкратено МКБР) е балистична ракета с обсег на действие, достатъчно голям да позволява полет между континенти. За междуконтинентални обикновено се смятат ракети с обсег над 5500 километра. В почти всички случаи МКБР служат за носители на ядрено оръжие.

## Модели МКБР по страна

### САЩ
- Атлас (SM-65, CGM-16) е бивша МКБР, изстрелвана от силоз, днес се използва за други цели
- Титан I (SM-68, HGM-25A)
- Титан II (SM-68B, LGM-25C) – бивша МКБР, изстрелвана от силоз, днес се използва за други цели
- Минитмън I (SM-80, LGM-30A/B, HSM-80)
- Минитмън II (LGM-30F)
- Минитмън III (LGM-30G)
- LGM-118A (известна и като MX)
- MGM-134
- Посейдон
- Трайдънт

### СССР/Русия
- Р-7 „Седморка“ (SS-6)
- Р-16 (SS-7)
- Р-9 (SS-8)
- Р-36 (SS-9)
- УР-100 (SS-11)
- МР-УР-100 (SS-17)
- Р-36М (SS-18)
- УР-100Н (SS-19)
- РТ-23 (SS-24)
- РТ-2ПМ „Топола“ (SS-25)
- РТ-2УТТХ „Топола-М“ (SS-27)

### Китайска народна република
- Ракети от серията „Дун Фън“ (東風, „Източен вятър“)
  - ДФ-31
  - ДФ-41
  - ДФ-5

### Израел
- Йерихон III

### Северна Корея
- Таеподонг-2